# هاروكا توماتسو
هاروكا توماتسو (戸松遥 توماتسو هاروكا) هي مؤدية أصوات ومغنية يابانية ولدت في 2 يناير 1990 في محافظة أيتشي.

## أدوارها في الأنمي

### مسلسلات أنمي تلفزيونية
- البدلة المتنقلة جاندام 00 - ميلينا فاستي
- كاناغي - ناغي
- تو لاف-رو - لالا ساتالين ديفيلوك
- كاتاناغاتاري - هيتي-هيمي
- كانان - يونيون
- كروس جيم - آوبا تسوكيشيما
- باسكواش! - روج
- شينكيوكو سوكاي بوليفونيكا - كورتيكارتي أبا لاغرانجيس
- شينكيوكو سوكاي بوليفونيكا كريمسون S - كورتيكارتي أبا لاغرانجيس
- دورارارا!! - ريو كاميتشيكا
- دورارارا!! ×2 المقدمة - ريو كاميتشيكا
- صوت السماء - ماريا
- شيكي - ميغومي شيميزو
- رايلغان معينة خاصة بالعلم - كينوهو وانّاي
- رايلغان معينة خاصة بالعلم S - كينوهو وانّاي
- ستار درايفر - ساكانا
- يوزاكورا كوارتيت - توكا كيشي
- رغم كل ذلك, البلدة تدور - آنسة نيشي
- أمناء المكتبة المقاتلون: كتاب بانتورا - نولوتي مارشي
- زعيم الشر في المقعد الأخير - إيكو تيرويا
- نحن ما زلنا لا نعرف اسم الزهرة التي رأيناها ذلك اليوم - آنارو
- C - ماشو
- ماغي: The Labyrinth of Magic - مرجانة
- ماغي: The Kingdom of Magic - مرجانة
- كامينوميزو شيرو سيكاي: الحارسات - لوني
- سورد آرت أونلاين - أسونا/أسونا يوكي
- سورد آرت أونلاين II - أسونا/أسونا يوكي
- سورد آرت أونلاين: أليسيزيشن - أسونا/أسونا يوكي
- ساموراي فلامنكو - ماري مايا
- فالفريف الثوري - ساكي روكينو
- التلميذ المتخلف في ثانوية السحر - ساياكا ميبو
- ويك أب, جيرلز! - كارينا
- آيدولماستر - آي هيداكا
- خليلة (مؤقتة) - نونوكا ساساهارا
- تيرافورمارز - يوريكو ميناموتو
- تيرافورمارز ريفنج - يوريكو ميناموتو
- هل من الخطأ التعرف على الفتيات في الدانجون؟ - إينا تول
- هل من الخطأ التعرف على الفتيات في الدانجون؟ II - إينا تول
- هل من الخطأ التعرف على الفتيات في الدانجون؟ III - إينا تول
- سورد أوراتوريا - إينا تول
- أبسولوت دوؤو - إيماري ناغاكورا
- طوكيو غول A√ - ناشيرو ياسوهيرو
- بانتشلاين - رابورا تشيتشيبو
- بوكيمون إكس/واي - جيسيكا
- ووركينغ'!! - ميزوكي ماشيبا
- ووركينغ!!! - ميزوكي ماشيبا
- غيت: قوات الدفاع الذاتي تقاتل في أرض غريبة - بينيا كو لادا
- كوزو نو هونكاي - ساناي إباتو
- دارلينغ إن ذا فرانكس - زيرو تو
- ملحمة تانيا الآثمة - ماري سو
- زويدز وايلد - توماتو
- سورا نو مانيماني - هيمي ماكيتا
- فيوليت إيفرغاردن - آيريس كاناري
- بيرسونا 5 ذي أنيميشن - هارو أوكومورا
- يوكاي واتش - نيت أدامز
- ري:بداية الحياة في عالم آخر من نقطة الصفر - فورتونا

### أوفا أنمي
- البدلة المتنقلة جاندام يونيكورن - ميكوت بارش
- إير جير: الأجنحة السوداء و غابة النوم Break on the sky - رينغو نويامانو

### أفلام أنمي
- فيلم البدلة المتنقلة جاندام 00: أ ويكينينغ أوف ذا تريلبليزر - ميلينا فاستي
- فيلم سورد آرت أونلاين: أوردينال سكيل - أسونا/أسونا يوكي
- الخطايا السبع المميتة: أسرى السماء - إللاتيه
- فيلم ملحمة تانيا الآثمة - ماري سو
- هل من الخطأ التعرف على الفتيات في الدانجون؟: سهم أوريون - إينا تول

## أدوارها في ألعاب الفيديو
- خليلة (مؤقتة) - نونوكا ساساهارا
- سورد آرت أونلاين: إنفينيتي مومنت - أسونا
- سورد آرت أونلاين: هولو فراغمنت - أسونا
- سورد آرت أونلاين: لوست سونغ - أسونا
- سورد آرت أونلاين: فيتال بوليت - أسونا
- جاي-ستارز فيكتوري فيرسيس - لالا ساتالين ديفيلوك
- بيرسونا 5 - هارو أوكومورا
- بيرسونا 5 دانسينغ إن ستارلايت - هارو أوكومورا
- بيرسونا 5 سترايكرز - هارو أوكومورا

## أدوارها في الدبلجة اليابانية
- سكريم 4 - أوليفيا موريس
- ساكر بنش - روكيت
- السنافر: القرية المفقودة - سنفورة زهرة

## وصلات خارجية
- هاروكا توماتسو على موقع IMDb (الإنجليزية)
- هاروكا توماتسو على موقع ميوزك برينز (الإنجليزية)
- هاروكا توماتسو على موقع أول ميوزيك (الإنجليزية)
- هاروكا توماتسو على موقع ديسكوغز (الإنجليزية)
- هاروكا توماتسو على موقع قاعدة بيانات الفيلم (الإنجليزية)
- هاروكا توماتسو على موقع ANN person (الإنجليزية)